# 십삼도

1896년 8월 4일 조선

십삼도제(十三道制, 13도제)는 1896년 8월 4일에 시행된 조선의 지방 제도로, 1895년 6월 23일부터 시행된 23부제를 폐지하고 종전의 8도 중 남부(충청·전라·경상)와 북부(평안·함경)의 5개 도를 남·북도로 나누었다.
1895년의 23부제는 제2차 갑오개혁 때 시행한 급진적인 지방 제도로, 480년 이상 유지된 8도제에 익숙한 조선의 실정에 맞지 않는 어색한 제도였다. 이 때문에 조선은 아관 파천 중에 시행 1년이 조금 넘은 23부제를 전격적으로 폐지하고 종전의 8도제를 바탕으로 조선 남부의 3개 도와 북부의 2개 도를 남·북도로 나누는 13도제를 시행하였다. 다만, 23부제 시행 당시 부(府) 아래의 지방 행정 구역을 군(郡)으로 통일한 지방 체제 개혁은 거의 그대로 유지하였다.
13도제는 건양 원년 칙령 제36호가 반포된 1896년 8월 4일부터 시행되었고, 큰 변동 없이 유지되어 현재 지방행정체계의 모태가 되었기 때문에 그 의의가 크다.
| 도       | 수부               |          | 하위 편제                                              | 하위 편제                                                      | 하위 편제                                                                              | 하위 편제 | 하위 편제                    | 초대 관찰사 |
| 도       | 수부               | 1등군    | 2등군                                                  | 3등군                                                          | 4등군                                                                                  | 5등군 |                              | 초대 관찰사 |
| -------- | ------------------ | -------- | ------------------------------------------------------ | -------------------------------------------------------------- | -------------------------------------------------------------------------------------- | --- | ---------------------------- | ----------- |
| 경기     | 수원               | 4부 34군 | 광주부, 개성부, 강화부, 인천부                         | 수원군                                                         | 여주군, 양주군, 장단군, 통진군                                                         | 파주군, 이천군(利川郡), 부평군, 남양군, 풍덕군, 포천군, 죽산군, 양근군, 안산군, 삭녕군, 안성군, 고양군, 김포군, 영평군, 마전군, 교하군, 가평군, 용인군, 음죽군, 진위군, 양천군, 시흥군, 지평군, 적성군, 과천군, 연천군, 양지군, 양성군, 교동군         |                              | 오익영      |
| 충청북도 | 충주 → 청주        | 17군     | 충주군, 청주군                                         |                                                                | 옥천군, 진천군                                                                         | 청풍군, 괴산군, 보은군, 단양군, 제천군, 회인군, 청안군, 영춘군, 영동군, 황간군, 청산군, 연풍군, 음성군 |                              | 이건하      |
| 충청남도 | 공주               | 37군     | 공주군                                                 | 홍주군                                                         | 한산군, 서천군, 면천군, 서산군, 덕산군, 임천군, 홍산군, 은진군                         | 태안군, 온양군, 대흥군, 평택군, 정산군, 청양군, 회덕군, 진잠군, 연산군, 노성군, 부여군, 석성군, 비인군, 남포군, 결성군, 보령군, 해미군, 당진군, 신창군, 예산군, 전의군, 연기군, 아산군, 직산군, 천안군, 문의군, 목천군                                 |                              | 박규희      |
| 전라북도 | 전주               | 26군     | 전주군, 남원군                                         | 고부군, 김제군, 태인군                                         | 여산군, 금산군, 익산군, 임피군, 금구군, 함열군, 부안군, 무주군, 순창군, 임실군, 진안군 | 진산군, 만경군, 용안군, 고산군, 옥구군, 정읍군, 용담군, 운봉군, 장수군, 구례군 |                              | 윤창섭      |
| 전라남도 | 광주               | 1목 32군 | 광주군, 나주군, 영암군, 영광군, 순천군(順天郡), 제주목 | 보성군, 흥양군, 장흥군, 함평군, 강진군, 해남군, 무장군, 담양군 | 능주군, 낙안군, 무안군, 남평군, 진도군, 흥덕군, 장성군                                 | 창평군, 광양군, 동복군, 화순군, 고창군, 옥과군, 곡성군, 완도군, 지도군, 돌산군 | 대정군, 정의군               | 윤웅렬      |
| 경상북도 | 대구               | 41군     | 상주군, 경주군                                         | 대구군, 성주군, 의성군, 영천군(永川郡), 안동군                 | 예천군, 김산군, 선산군, 청도군                                                         | 청송군, 인동군, 영해군, 순흥군, 칠곡군, 풍기군, 영덕군, 용궁군, 하양군, 영천군(榮川郡), 봉화군, 청하군, 진보군, 군위군, 의흥군, 신녕군, 연일군, 예안군, 개령군, 문경군, 지례군, 함창군, 영양군, 흥해군, 경산군, 자인군, 비안군, 현풍군, 고령군, 장기군 |                              | 이성렬      |
| 경상남도 | 진주               | 1부 29군 | 동래부, 진주군                                         | 김해군, 밀양군                                                 | 울산군, 의령군, 창녕군, 창원군, 거창군, 하동군, 합천군, 함안군, 함양군, 고성군(固城郡) | 양산군, 언양군, 영산군, 기장군, 거제군, 초계군, 곤양군, 삼가군, 칠원군, 진해군, 안의군, 산청군, 단성군, 남해군, 사천군, 웅천군 |                              | 이항의      |
| 황해도   | 해주               | 23군     | 황주군, 안악군                                         | 해주군, 평산군, 봉산군                                         | 연안군, 곡산군, 서흥군, 장연군, 재령군, 수안군, 배천군, 신천군, 금천군, 문화군         | 풍천군, 신계군, 장련군, 송화군, 은률군, 토산군, 옹진군, 강령군 |                              | 민영철      |
| 평안남도 | 평양               | 23군     | 평양군                                                 | 중화군, 용강군                                                 | 성천군, 함종군, 삼화군, 순천군(順川郡), 상원군, 영유군, 강서군, 안주군                 | 자산군, 숙천군, 개천군, 덕천군, 녕원군, 은산군, 양덕군, 강동군, 맹산군, 삼등군, 증산군, 순안군 |                              | 이헌영      |
| 평안북도 | 정주 → 녕변 → 의주 | 21군     | 의주군, 강계군                                         |                                                                | 정주군, 녕변군, 선천군                                                                 | 초산군, 창성군, 구성군, 룡천군, 철산군, 삭주군, 위원군, 벽동군, 가산군, 곽산군, 희천군, 운산군, 박천군, 태천군, 자성군, 후창군 |                              | 이용익      |
| 강원도   | 춘천               | 26군     |                                                        |                                                                |                                                                                        | 춘천군, 원주군, 강릉군, 회양군, 양양군, 철원군, 이천군(伊川郡), 삼척군, 영월군, 평해군, 통천군, 정선군, 고성군(高城郡), 간성군, 평창군, 금성군, 울진군, 흡곡군, 평강군, 김화군, 낭천군, 홍천군, 양구군, 인제군, 횡성군, 안협군                         |                              | 조병필      |
| 함경남도 | 함흥               | 1부 13군 | 덕원부                                                 | 함흥군, 단천군, 영흥군                                         | 북청군, 안변군, 정평군                                                                 | 삼수군, 갑산군, 장진군, 리원군, 문천군, 고원군, 홍원군 |                              | 이승우      |
| 함경북도 | 경성               | 1부 9군  | 경흥부                                                 | 길주군                                                         | 회령군, 종성군                                                                         | 경성군, 경원군, 온성군, 부령군, 명천군, 무산군 |                              | 남정철      |
| 한성부   |                    | 5서      | 동부, 서부, 남부, 북부, 중부                           | 동부, 서부, 남부, 북부, 중부                                   | 동부, 서부, 남부, 북부, 중부                                                           | 동부, 서부, 남부, 북부, 중부 | 동부, 서부, 남부, 북부, 중부 | 정낙용      |

## 13도 개정 이후의 행정구역 변동 연혁
- 건양 원년(1896년) 8월 4일 칙령 제36호 〈지방 제도와 관제 개정에 관한 안건〉이 반포되었다. 반포일부터 시행되었다. 그 내용을 보면, 전국의 23개 부를 13개 도로 개정하는 것이다. 각도에는 관찰사 1인, 지주사 6인, 총순 2인을 두며 한성의 5서 구역에는 특별히 1부를 두는데 부청의 위치는 그대로 두었다. 한성부에는 판윤 1인, 소윤 1인, 지주사 5인을, 광주·개성·강화·인천·동래·덕원·경흥에는 부윤 1인을, 제주에는 목사 1인, 지주사 2인을 두었다. 13도에서 관할하는 339개 군은 다섯 등급으로 나누어 정하였는데 군수는 그대로 두었다.

- 건양 2년(1897년) 1월 14일 칙령 제8호에 의해서 홍주·태안·서산 3개 군이 관할하던 안면도가 온전히 홍주군 소속이 되었다.

- 동년 3월 7일 칙령 제14호 〈완도군에 속한 비금도와 도초도 두 개 섬을 지도군의 관할에 이속하는데 관한 안건〉에 의해서 두 개 섬이 지도군의 관할에 이속되었으며 칙령 제15호 〈평안북도 관찰부의 위치를 영변으로 개정하는 데 관한 안건〉에 의해서 평안북도 관찰부가 영변군으로 변경되었다.

- 동년 칙령 제21호 〈전라남도 구역 내 전 좌수영을 여수군에 신설하는 일〉에 의해서 순천군 소속 율촌면·소라면·삼일면·여수면을 나누어 여수군(麗水郡, 3등군)을 신설하였다.

- 광무 원년(1897년) 칙령 제29호와 칙령 제30호 〈지방 제도 관제의 개정 건〉에 의해서 행정구역의 변동이 있었다.

| - 제주목 → 제주목, 제주군 (5등군) | - 삼화군 → 삼화부 | - 무안군 → 무안부 |

- 광무 2년(1898년) 칙령 제12호 〈지방 제도 중 개정〉에 의해 울릉도에 도감을 두게 되었다.

- 동년 칙령 제27호 〈함경북도 길주군 구역 내 전 성진진에 성진군을 신설하는 건〉과 칙령 제28호 〈성진군의 위치와 관할구역 획정 건〉에 의해서 길주군 일부에 성진군(4등군)을 설치하였다.

- 광무 3년(1899년) 칙령 제16호 〈지방 제도 중 일부 개정에 관한 안건〉에 의해서 행정구역의 변동이 있었다.

| - 옥구군 → 옥구부 | - 창원군 → 창원부 | - 성진군 → 성진부 |

- 광무 4년(1900년) 칙령 제9호 〈길성부 설치에 관한 안건〉에 의해서 성진부와 길주군을 합하여 길성부를 설치하였다.

- 동년 칙령 제18호 〈함경북도 성진부를 다시 설치하는 데 관한 안건〉에 의해서 길성부를 성진부로 개칭하였다.

- 동년 칙령 제19호 〈경상남도 고성군 구역 내의 전 통제영 구역을 진남군으로 설치하는 데 관한 안건〉에 의해서 고성군 일부와 거제군 가좌도·한산도를 관할로 진남군(4등군)을 설치하였다.

- 동년 칙령 제30호 〈평양군을 평양부로 개칭하고 군수를 부윤으로 개칭하는 일에 관한 안건〉에 의해서 평양부로 승격하였다.

- 동년 칙령 제41호 〈강원도의 울릉도를 울도군으로 개칭하고 도감을 군수로 개정하는 데 관한 안건〉에 의해서 울도군(5등군)으로 승격하였다.

- 광무 5년(1901년) 칙령 제11호 〈충청남도 관하 오천군 신설에 관한 안건〉에 의해서 보령군, 홍주군, 태안군, 결성군, 서산군, 비인군 각 일부 등 충청남도 서해안 도서 지역에 오천군(4등군)을 신설하였다.

- 동년 칙령 제19호 〈성진부를 폐지하고 길주군에 합부하는 건〉에 의해서 길주군으로 격하되었다.

- 광무 6년(1902년) 칙령 제1호 〈길주부로 개정할 일에 관한 안건〉에 의해서 길주군이 길주부로 승격하였다.

- 동년 칙령 제8호 〈흡곡·안변 양군 구역 개정 건〉에 의해 함경남도 안변군 학포사가 강원도 흡곡군에 편입되었다.

- 동년 칙령 제9호 〈낭천군을 화천군으로 개정할 일에 관한 안건〉에 의해서 화천군으로 개칭하였다.

- 광무 7년(1903년) 칙령 제10호 〈부윤을 군수로 개정하는 건〉에 의해서 행정구역의 변동이 있었다.

| 군으로 격하 - 인천부 → 인천군 (4등군) - 동래부 → 동래군 (3등군) - 덕원부 → 덕원군 (4등군) - 경흥부 → 경흥군 (4등군) | 군으로 환원 (종전 등급을 준용) - 옥구부 → 옥구군 - 무안부 → 무안군 - 창원부 → 창원군 - 평양부 → 평양군 - 삼화부 → 삼화군 - 길주부 → 길주군 |

- 광무 7년(1903년) 칙령 제15호 〈함경북도 성진군을 다시 설치하는 일에 관한 안건〉에 의해서 길주군 일부에 성진군을 다시 설치하였다.

- 광무 10년(1906년) 칙령 제47호 〈감리와 목사를 폐지하는 건과 기사무를 인계에 관한 건〉, 칙령 제48호 〈부를 군으로 개칭하고 군을 부로 개칭하는 건과 부청급군청에 관한 건〉에 의해서 행정구역의 변동이 있었다. 칙령 제49호 〈지방 구역 정리 건〉에 의해 각 도·부·군의 경계가 조정되었다.[2] 부군간 경계의 조정에 대해 자세한 사항은 칙령 제49호의 전문을 참조하라.

| - 제주목 + 제주군 → 제주군 - 광주부 → 광주군 - 강화부 → 강화군 - 개성부 → 개성군 | - 인천군 → 인천부 - 옥구군 → 옥구부 - 무안군 → 무안부 - 창원군 → 창원부 | - 동래군 → 동래부 - 덕원군 → 덕원부 - 성진군 → 성진부 - 삼화군 → 삼화부 | - 경흥군 → 경흥부 - 의주군 → 의주부 - 용천군 → 용천부 | - 문의군: 충청남도 → 충청북도 - 울도군: 강원도 → 경상남도 - 구례군: 전라북도 → 전라남도 - 무장군·고창군·흥덕군: 전라남도 → 전라북도 |

- 융희 2년(1908년) 칙령 제30호 〈관찰도 위치 개정에 관한 건〉에 의해서 충청북도 관찰부가 충주에서 청주로, 평안북도 관찰부가 영변에서 의주로 이전하였다.

- 동년 칙령 제69호 〈군을 합치는 데 관한 안건〉에 의해서 행정구역의 변동이 있었다.

| - 양근군 + 지평군 → 양평군 | - 창원부 + 진해군 + 웅천군 → 창원부 - 함안군 + 칠원군 → 함안군 |

- 동년 칙령 제72호 〈전라남도의 군 폐합에 관한 안건〉에 의해서 화순군이 능주군에, 옥과군과 담양군 일부가 창평군에 편입되었고, 낙안군은 순천군과 보성군에 분할 편입되었다.

- 동년 칙령 제83호 〈평안남도 군의 폐합에 관한 안건〉에 의해서 행정구역의 변동이 있었다.

| - 강동군 + 삼등군 → 강동군 - 순천군 + 자산군 + 은산군 → 순천군(順川郡) | - 함종군 + 증산군 + 순안군 진방면 → 증산군 - 함종군 오산면 → 강서군 오산면 - 함종군 월곶면·당점면·삼존면 → 용강군 |

- 융희 3년(1909년) 칙령 제2호 〈황해도 군을 합치는 데 관한 안건〉에 의해서 행정구역의 변동이 있었다.

| - 옹진군 + 강령군 → 옹진군 - 송화군 + 풍천군 → 송화군 | - 은률군 + 장련군 → 은률군 - 신천군 + 문화군 → 신천군 |

- 동년 칙령 제28호 〈경상남도 진남군을 용남군으로 고치는 데 관한 안건〉에 의해서 용남군으로 개칭하였다.

- 융희 4년(1910년) 칙령 제7호 〈강원도 흡곡군을 폐지하고 통천군에 합치는 데 관한 안건〉에 의해서 흡곡군이 통천군에 합군되었다.